# Patrick Collison
Patrick Collison (nacido el 9 de septiembre de 1988) es un emprendedor irlandés de Condado de Limerick. Es el cofundador y CEO de Stripe, que fundó junto a su hermano John, en 2010. Ganó el 41.º Young Científico y Exposición de Tecnología en 2005 con dieciséis años. Vive en San Francisco, California. Los hermanos poseen un patrimonio de 1000 millones de dólares cada uno después de que Stripe consiguiese  US$ 150 millones de financiación por parte de CapitalG, una división de inversión de la empresa matriz de Google, Alphabet y General Catalyst Partners.

## Primeros años
Patrick Collison nació en 1988 en Dromineer, Condado Tipperary. Es hijo de Lirio y Denis Collison  El mayor de tres niños (dos hermanos más jóvenes, John y Tommy),  asiste a su primer curso de ordenador con ocho años  en la Universidad de Limerick y a los diez años empezó aprender programación.
Collison asistió a la escuela Gaelscoil Aonach Urmhumhan, Nenagh, antes de asistir a Castletroy College en Castletroy, Condado de Limerick.

## Carrera

### Joven Científico
Participó en la cuadragésima Young Scientist and Technology Exhibition con su proyecto en inteligencia artificial (apodado 'Isaac'  por Isaac Newton, a quien Patrick admiraba), acabando como subcampeón individual. Volvió a participar al año siguiente, y ganó el primer puesto a la edad de dieciséis el 14 de enero de 2005. Su proyecto implicó la creación de Croma, un lenguaje de programación de tipo LISP.
La Presidente de Irlanda, Mary McAleese, les obsequió con un cheque de 3000€ y un trofeo de Cristal de Waterford Su hermano más joven Tommy participó con su proyecto sobre blogs en el Young Scientist and Technology Exhibition en 2010.

### Auctomatic
Después de atender Instituto de Massachusetts de Tecnología un tiempo, Collison abandona la universidad. En 2007 lanza la compañía de software  'Shuppa' (en referencia a la palabra irlandesa 'siopa', tienda) en Limerick, junto a su hermano John Collison. Enterprise Ireland no financió a la compañía, incitando un movimiento a California después de que Y Combinator mostrase interés. Allí se unieron a dos licenciados de Oxford,  Harjeet y Kulveer Taggar, convirtiéndose la compañía en Auctomatic.
En Viernes Santo de 2008 Collison, a los 19, y su hermano, a los 17 vendió Auctomatic a la compañía canadiense Live Current Media, convirtiéndose en millonarios. En mayo de 2008  se convierte en director  de ingeniería en la nueva sede de la compañía en Vancouver. Collison atribuye el éxito de su compañía a su victoria en la Young Scientist and Technology Exhibition.

### Otro
Tanto Collison y su hermano John aparecieron en la lista de irlandeses más ricos emitida por RTÉ durante un espectáculo televisivo en la Navidad de 2008 periodo.
El 18 de julio de 2009, a los 20 y siguiendo la publicación del Informe McCarthy, Collison expuso sus ideas para el futuro de Irlanda en el popular talk-show Saturday Night with Miriam.
En 2010, Patrick cofunda Stripe, recibiendo el respaldo de Peter Thiel, Elon Musk y Sequoia Capital.
En noviembre de 2016, los hermanos Collison se convirtieron en los millonarios más jóvenes del mundo, con al menos US$ 1.100 cada uno, después de una inversión en Stripe por parte de CapitalG y General Catalyst Partners valoraran la compañía en US$ 9.2 mil millones.